# Copa América 2011 — Grupa C
Copa América 2011 - Grupa C este una dintre cele trei grupe de la Copa América 2011. Este compusă din Chile, Mexic, Peru și Uruguay. Câștigătoarea acestei grupe se va întâlni cu locul doi din Grupa B, iar locul doi din grupa aceasta se va întâlni cu locul doi din Grupa A, toate acestea în sferturile de finală. Va începe pe 4 iulie și se va termina pe 12 iulie 2011. 

## Clasament
| Legenda culorilor din tabel | Legenda culorilor din tabel                     |
| --------------------------- | ----------------------------------------------- |
|                             | Echipele care au trecut în sferturile de finală |

| Echipa  | MJ | V | E | Î | GM | GP | G  | Pct |
| ------- | -- | - | - | - | -- | -- | -- | --- |
| Chile   | 3  | 2 | 1 | 0 | 4  | 2  | +2 | 7   |
| Uruguay | 3  | 1 | 2 | 0 | 3  | 2  | +1 | 5   |
| Peru    | 3  | 1 | 1 | 1 | 2  | 2  | 0  | 4   |
| Mexic   | 3  | 0 | 0 | 3 | 1  | 4  | –3 | 0   |

Toate orele sunt la ora locală , Ora în Argentina (UTC−03:00).

## Uruguay v Peru
| Uruguay    | 1 – 1   | Peru         |
| ---------- | ------- | ------------ |
| Suárez 45' | Cronica | Guerrero 23' |

| Uruguay | Peru |

| URUGUAY:      |    |                    |     |     |
|               |    |                    |     |     |
| P             | 1  | Fernando Muslera   |     |     |
| F             | 22 | Martín Cáceres     | 82' |     |
| F             | 6  | Mauricio Victorino |     |     |
| F             | 2  | Diego Lugano (c)   |     |     |
| F             | 16 | Maxi Pereira       |     |     |
| M             | 14 | Nicolás Lodeiro    |     | 79' |
| M             | 17 | Arévalo Ríos       |     |     |
| M             | 15 | Diego Pérez        |     |     |
| A             | 21 | Edinson Cavani     |     | 79' |
| A             | 9  | Luis Suárez        |     |     |
| A             | 10 | Diego Forlán       |     |     |
| Schimbări:    |    |                    |     |     |
| A             | 18 | Abel Hernández     |     | 79' |
| M             | 7  | Cristian Rodríguez |     | 79' |
| Antrenor:     |    |                    |     |     |
| Óscar Tabárez |    |                    |     |     |

| PERU:            |    |                    |     |     |
|                  |    |                    |     |     |
| P                | 1  | Raúl Fernández     |     |     |
| F                | 13 | Renzo Revoredo     |     |     |
| F                | 3  | Santiago Acasiete  | 50' |     |
| F                | 2  | Alberto Rodríguez  |     |     |
| F                | 4  | Walter Vílchez (c) |     |     |
| M                | 8  | Michael Guevara    |     | 58' |
| M                | 10 | Rinaldo Cruzado    | 83' |     |
| M                | 19 | Yoshimar Yotún     |     | 60' |
| M                | 5  | Adan Balbín        |     |     |
| M                | 16 | Luis Advíncula     |     | 90' |
| A                | 9  | Paolo Guerrero     | 25' |     |
| Schimbări:       |    |                    |     |     |
| M                | 11 | Carlos Lobatón     |     | 58' |
| A                | 6  | Juan Manuel Vargas | 84' | 60' |
| A                | 18 | William Chiroque   |     | 90' |
| Antrenor:        |    |                    |     |     |
| Sergio Markarián |    |                    |     |     |

| Arbitrii asistenți: Humberto Clavijo (Columbia) Hernán Maidana (Argentina) Arbitrul de rezervă: Salvio Fagundes (Brazilia) |

## Chile v Mexic
| Chile                 | 2 – 1   | Mexic      |
| --------------------- | ------- | ---------- |
| Paredes 66' Vidal 73' | Cronica | Araújo 41' |

| Chile | Mexico |

| CHILE:         |    |                   |  |     |
|                |    |                   |  |     |
| P              | 1  | Claudio Bravo (c) |  |     |
| F              | 18 | Gonzalo Jara      |  |     |
| F              | 3  | Waldo Ponce       |  |     |
| F              | 5  | Pablo Contreras   |  |     |
| M              | 17 | Gary Medel        |  |     |
| M              | 8  | Arturo Vidal      |  |     |
| M              | 4  | Mauricio Isla     |  |     |
| M              | 15 | Jean Beausejour   |  | 60' |
| A              | 14 | Matías Fernández  |  | 83' |
| A              | 7  | Alexis Sánchez    |  |     |
| A              | 9  | Humberto Suazo    |  | 92' |
| Schimbări:     |    |                   |  |     |
| A              | 22 | Esteban Paredes   |  | 60' |
| M              | 6  | Carlos Carmona    |  | 83' |
| M              | 13 | Marco Estrada     |  | 92' |
| Antrenor:      |    |                   |  |     |
| Claudio Borghi |    |                   |  |     |

| MEXIC:             |    |                         |     |     |
|                    |    |                         |     |     |
| P                  | 1  | Luis Ernesto Michel (c) |     |     |
| F                  | 22 | Paul Aguilar            |     |     |
| F                  | 14 | Nestor Araújo           |     |     |
| F                  | 19 | Héctor Reynoso          |     |     |
| F                  | 21 | Hiram Mier              |     |     |
| F                  | 5  | Dárvin Chávez           |     |     |
| M                  | 23 | Diego Reyes             | 26' |     |
| M                  | 15 | Jorge Enríquez          |     |     |
| M                  | 11 | Javier Aquino           | 22' | 72' |
| A                  | 10 | Giovani dos Santos      |     |     |
| A                  | 9  | Rafael Márquez Lugo     |     | 88' |
| Schimbări:         |    |                         |     |     |
| FW                 | 18 | Oribe Peralta           |     | 72' |
| MF                 | 17 | Edgar Ivan Pacheco      |     | 88' |
| Antrenor:          |    |                         |     |     |
| Luis Fernando Tena |    |                         |     |     |

| Arbitrii asistenți: Luis Sánchez (Venezuela) Leonel Leal (Costa Rica) Arbitrul de rezervă: Walter Quesada (Costa Rica) |

## Uruguay v Chile
| Uruguay        | 1 - 1   | Chile       |
| -------------- | ------- | ----------- |
| A. Pereira 53' | Cronica | Sánchez 64' |

| Uruguay | Chile |

| URUGUAY:      |    |                     |     |     |
|               |    |                     |     |     |
| P             | 1  | Fernando Muslera    |     |     |
| F             | 16 | Maximiliano Pereira |     | 85' |
| F             | 2  | Diego Lugano (c)    |     |     |
| F             | 4  | Sebastián Coates    | 86' |     |
| F             | 22 | Martín Cáceres      | 49' |     |
| M             | 15 | Diego Pérez         |     |     |
| M             | 17 | Egidio Arévalo      |     | 79' |
| M             | 11 | Álvaro Pereira      | 11' |     |
| M             | 21 | Edinson Cavani      |     | 46' |
| M             | 9  | Luis Suárez         | 37' |     |
| A             | 10 | Diego Forlán        |     |     |
| Schimbări:    |    |                     |     |     |
| M             | 20 | Álvaro González     | 83' | 46' |
| M             | 14 | Nicolás Lodeiro     |     | 79' |
| M             | 8  | Sebastián Eguren    |     | 85' |
| Antrenor:     |    |                     |     |     |
| Óscar Tabárez |    |                     |     |     |

| CHILE:         |    |                   |     |     |
|                |    |                   |     |     |
| P              | 1  | Claudio Bravo (c) |     |     |
| F              | 5  | Pablo Contreras   | 23' |     |
| F              | 3  | Waldo Ponce       |     |     |
| F              | 18 | Gonzalo Jara      | 37' | 60' |
| M              | 4  | Mauricio Isla     |     |     |
| M              | 17 | Gary Medel        |     |     |
| M              | 8  | Arturo Vidal      | 70' |     |
| M              | 11 | Luis Jiménez      |     |     |
| M              | 7  | Alexis Sánchez    | 57' |     |
| M              | 15 | Jean Beausejour   |     | 73' |
| A              | 9  | Humberto Suazo    |     | 73' |
| Schimbări:     |    |                   |     |     |
| M              | 10 | Jorge Valdivia    |     | 60' |
| A              | 22 | Esteban Paredes   |     | 73' |
| M              | 6  | Carlos Carmona    |     | 73' |
| Antrenor:      |    |                   |     |     |
| Claudio Borghi |    |                   |     |     |

| Omul meciului: Alexis Sánchez (Chile) Arbitrii asistenți: Nicolás Yegros (Paraguay) Efraín Castro (Bolivia) Arbitrul de rezervă: Raúl Orosco (Bolivia) |

## Peru v Mexic
| Peru         | 1 - 0   | Mexic |
| ------------ | ------- | ----- |
| Guerrero 82' | Cronica |       |

| Peru | Mexic |

| PERU:            |    |                    |  |     |
|                  |    |                    |  |     |
| P                | 1  | Raúl Fernández     |  |     |
| F                | 17 | Giancarlo Carmona  |  |     |
| F                | 3  | Santiago Acasiete  |  |     |
| F                | 2  | Alberto Rodríguez  |  |     |
| F                | 4  | Walter Vílchez (c) |  |     |
| M                | 5  | Adán Balbín        |  |     |
| M                | 10 | Rinaldo Cruzado    |  | 76' |
| M                | 11 | Carlos Lobatón     |  | 85' |
| M                | 6  | Juan Manuel Vargas |  |     |
| A                | 9  | Paolo Guerrero     |  |     |
| A                | 16 | Luis Advíncula     |  | 46' |
| Schimbări:       |    |                    |  |     |
| F                | 19 | Yoshimar Yotún     |  | 46' |
| F                | 8  | Michael Guevara    |  | 76' |
| F                | 7  | Josepmir Ballón    |  | 85' |
| Antrenor:        |    |                    |  |     |
| Sergio Markarián |    |                    |  |     |

| MEXIC:             |    |                         |     |     |
|                    |    |                         |     |     |
| P                  | 1  | Luis Ernesto Michel (c) |     |     |
| F                  | 22 | Paul Aguilar            |     | 46' |
| F                  | 14 | Néstor Araujo           |     |     |
| F                  | 19 | Héctor Reynoso          | 71' |     |
| F                  | 21 | Hiram Mier              | 58' |     |
| F                  | 23 | Diego Reyes             |     |     |
| M                  | 5  | Dárvin Chávez           |     | 73' |
| M                  | 11 | Javier Aquino           |     | 85' |
| M                  | 15 | Jorge Enríquez          |     |     |
| A                  | 10 | Giovani dos Santos      |     |     |
| A                  | 9  | Rafael Márquez Lugo     |     |     |
| Schimbări:         |    |                         |     |     |
| M                  | 17 | Édgar Pacheco           |     | 46' |
| F                  | 16 | Miguel Ángel Ponce      |     | 73' |
| A                  | 18 | Oribe Peralta           |     | 85' |
| Antrenor:          |    |                         |     |     |
| Luis Fernando Tena |    |                         |     |     |

| Omul meciului: Juan Manuel Vargas (Peru) Arbitrii asistenți: Ricardo Casas (Argentina) Diego Bonfa (Argentina) Arbitrul de rezervă: Sálvio Fagundes (Brazilia) |

## Chile v Peru
| Chile                 | 1 – 0   | Peru |
| --------------------- | ------- | ---- |
| Carrillo 90+2' (o.g.) | Cronica |      |

| Chile | Peru |

| CHILE:         |    |                    |       |     |
|                |    |                    |       |     |
| P              | 12 | Miguel Pinto       |       |     |
| F              | 13 | Marco Estrada      | 87'   |     |
| F              | 18 | Gonzalo Jara       |       |     |
| F              | 3  | Waldo Ponce        |       |     |
| M              | 15 | Jean Beausejour    | 61'   |     |
| M              | 2  | Francisco Silva    |       | 77' |
| M              | 6  | Carlos Carmona     |       |     |
| M              | 16 | Gonzalo Fierro     |       | 57' |
| M              | 11 | Luis Jiménez       |       |     |
| A              | 22 | Esteban Paredes    |       | 57' |
| A              | 9  | Humberto Suazo (c) |       |     |
| Schimbări:     |    |                    |       |     |
| A              | 7  | Alexis Sánchez     |       | 57' |
| M              | 10 | Jorge Valdivia     | 90+3' | 57' |
| F              | 17 | Gary Medel         |       | 77' |
| Antrenor:      |    |                    |       |     |
| Claudio Borghi |    |                    |       |     |

| PERU:            |    |                       |     |     |
|                  |    |                       |     |     |
| P                | 12 | Salomón Libman        | 82' |     |
| F                | 13 | Renzo Revoredo        | 21' |     |
| F                | 21 | Christian Ramos       | 60' |     |
| F                | 3  | Santiago Acasiete (c) |     | 46' |
| F                | 17 | Giancarlo Carmona     | 61' |     |
| F                | 15 | Aldo Corzo            | 11' |     |
| M                | 7  | Josepmir Ballón       |     |     |
| M                | 22 | Antonio Gonzales      |     | 76' |
| M                | 8  | Michael Guevara       |     | 69' |
| A                | 18 | William Chiroque      |     |     |
| A                | 14 | Raúl Ruidíaz          |     |     |
| Schimbări:       |    |                       |     |     |
| F                | 4  | Walter Vílchez        |     | 46' |
| M                | 11 | Carlos Lobatón        |     | 69' |
| A                | 20 | André Carrillo        |     | 76' |
| Antrenor:        |    |                       |     |     |
| Sergio Markarián |    |                       |     |     |

| Omul meciului: William Chiroque (Peru) Arbitrii asistenți: Marcio Santiago (Brazilia) Humberto Clavijo (Columbia) Arbitrul de rezervă: Wilmar Roldán (Columbia) |

## Uruguay v Mexic
| Uruguay        | 1 – 0   | Mexic |
| -------------- | ------- | ----- |
| Á. Pereira 14' | Cronica |       |

| Uruguay | Mexic |

| URUGUAY:      |    |                     |       |     |
|               |    |                     |       |     |
| P             | 1  | Fernando Muslera    |       |     |
| F             | 16 | Maximiliano Pereira |       |     |
| F             | 2  | Diego Lugano (c)    |       |     |
| F             | 4  | Sebastián Coates    | 90+1' |     |
| F             | 11 | Alvaro Pereira      |       |     |
| M             | 20 | Álvaro González     |       | 68' |
| M             | 15 | Diego Pérez         |       |     |
| M             | 17 | Egidio Arévalo      |       |     |
| M             | 7  | Cristian Rodríguez  |       | 83' |
| A             | 10 | Diego Forlán        |       | 89' |
| A             | 9  | Luis Suárez         |       |     |
| Schimbări:    |    |                     |       |     |
| M             | 14 | Nicolás Lodeiro     |       | 68' |
| M             | 8  | Sebastián Eguren    |       | 83' |
| A             | 13 | Sebastián Abreu     |       | 89' |
| Antrenor:     |    |                     |       |     |
| Óscar Tabárez |    |                     |       |     |

| MEXIC:             |    |                         |     |     |
|                    |    |                         |     |     |
| P                  | 1  | Luis Ernesto Michel (c) |     |     |
| F                  | 22 | Paul Aguilar            | 40' | 46' |
| F                  | 21 | Hiram Mier              | 63' |     |
| F                  | 19 | Héctor Reynoso          |     |     |
| F                  | 5  | Dárvin Chávez           |     |     |
| M                  | 16 | Miguel Ponce            |     | 70' |
| M                  | 15 | Jorge Enríquez          |     |     |
| M                  | 23 | Diego Reyes             |     |     |
| M                  | 14 | Néstor Araujo           |     |     |
| A                  | 10 | Giovani dos Santos      |     | 46' |
| A                  | 9  | Rafael Márquez Lugo     | 80' |     |
| Schimbări:         |    |                         |     |     |
| M                  | 11 | Javier Aquino           |     | 46' |
| A                  | 18 | Oribe Peralta           |     | 46' |
| M                  | 17 | Édgar Pacheco           |     | 70' |
| Antrenor:          |    |                         |     |     |
| Luis Fernando Tena |    |                         |     |     |

| Omul meciului: Diego Forlán (Uruguay) Arbitrii asistenți: Efraín Castro (Bolivia) Luis Alvarado (Ecuador) Arbitrul de rezervă: Carlos Vera (Ecuador) |